# Rhabdodermania minor
Rhabdodermania minor är en rundmaskart. Rhabdodermania minor ingår i släktet Rhabdodemania, och familjen Rhabdodemaniidae. Arten är reproducerande i Sverige.